# Ogașu Vulpii
Râul Ogașu Vulpii este un curs de apă, afluent al râului Cremenița. 